# 570 Lexington Avenue

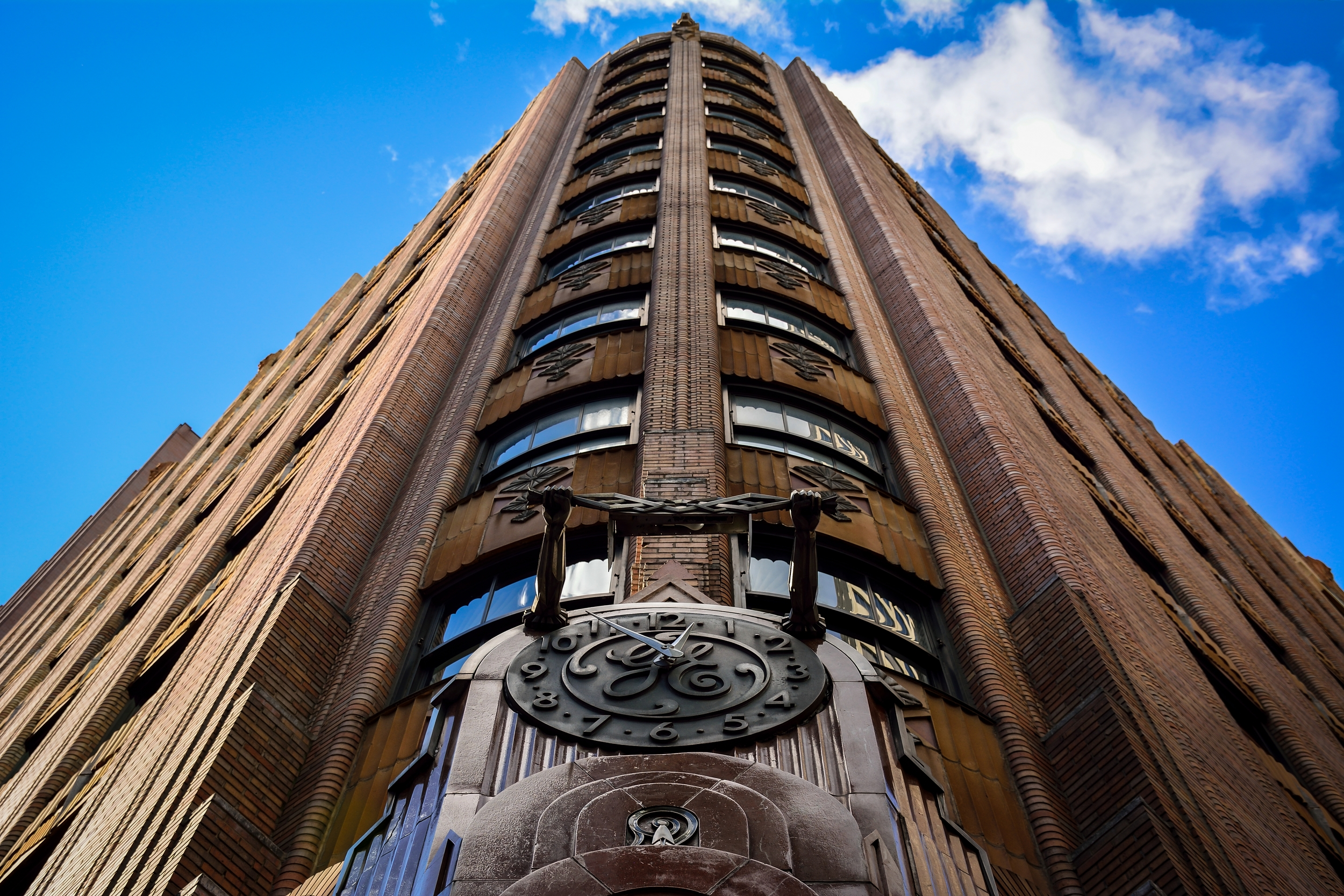
Abgerundete Gebäudeecke an der Ecke Lexington und 51st

570 Lexington Avenue, auch bekannt als General Electric Building, ist ein Wolkenkratzer im Stadtbezirk Manhattan in New York City, USA. Das 1931 im Stil des Art déco fertiggestellte Gebäude war während seiner Erbauung als „RCA Victor Building“ bekannt und wird meistens mit seiner Adresse bezeichnet, um Verwechslungen mit dem 30 Rockefeller Plaza (Comcast Building) zu vermeiden, das einst ebenfalls als General Electric Building bekannt war.

## Lage
Das Bürohochhaus befindet sich an der Südwestecke Lexington Avenue und 51st Street im Viertel Turtle Bay in Midtown Manhattan. Östliches Nachbargebäude im selben Block ist die bekannte St. Bartholomew’s Church in der Park Avenue. Ein Block südlich steht das Hotel Waldorf Astoria New York. An der Kreuzung Lexington Avenue/51st Street und im Sockel des Nachbargebäudes 566 Lexington Avenue befinden sich die Zugänge zur Station „51st Street“ der New York City Subway. Hier verkehren auf der U-Bahn-Strecke IRT Lexington Avenue Line die Linien .

## Beschreibung
Das Gebäude wurde von John Walter Cross vom Architekturbüro Cross & Cross entworfen und von 1929 bis 1931 erbaut. Es hat 50 Geschosse und eine Höhe von 196 Meter (643 Fuß). Erwähnenswert ist vor allem die Gebäudekrone, deren Art-déco-Stilisierung einen Höhepunkt dieses Stils darstellt. Die Verzierungen sind aus Stein, Ziegel und glasierter Keramik hergestellt und erinnern deutlich an die Formen der europäischen Hochgotik. Die einzelnen Elemente haben teilweise symbolische Bedeutung: Die Zickzackspitzen verweisen auf die Radiowellen, die von dem Sender ausgeschickt werden und um die Welt gehen. Wie bei New Yorker Hochhäusern üblich, verbirgt die Spitze diverse technische Einrichtungen wie Wassertanks oder Aufzugswinden. Das Gebäude weist zahlreiche Rücksprünge bei den mittleren Etagen auf und besitzt einen relativ schlanken achteckigen Turm.
Angeregt von der Bartholomew Building Corporation, harmoniert der Wolkenkratzer mit der St. Bartholomew’s Church durch die gleiche Ziegelfarbe und architektonische Terrakottadekoration. Das Bürogebäude war für die Radio Corporation of America (RCA), damals eine Tochterfirma von General Electric (GE), in Auftrag gegeben worden. Noch während der Bauphase zog aber RCA in das 30 Rockefeller Plaza ein und 570 Lexington Avenue wurde im Rahmen einer Vereinbarung an GE übertragen. General Electric hatte hier von 1933 bis 1974 seinen Hauptsitz und war der Eigentümer bis 1993, als das Gebäude der Columbia University übergeben wurde. Der Wolkenkratzer wurde 1996 für 40 Millionen US-Dollar renoviert. Die Feil Organization kaufte das Gebäude im Februar 2001 für 120 Millionen US-Dollar. 570 Lexington Avenue wurde am 9. Juli 1985 von der Landmarks Preservation Commission zum Wahrzeichen von New York City erklärt und am 28. Januar 2004 in das National Register of Historic Places aufgenommen.

## Ansichten

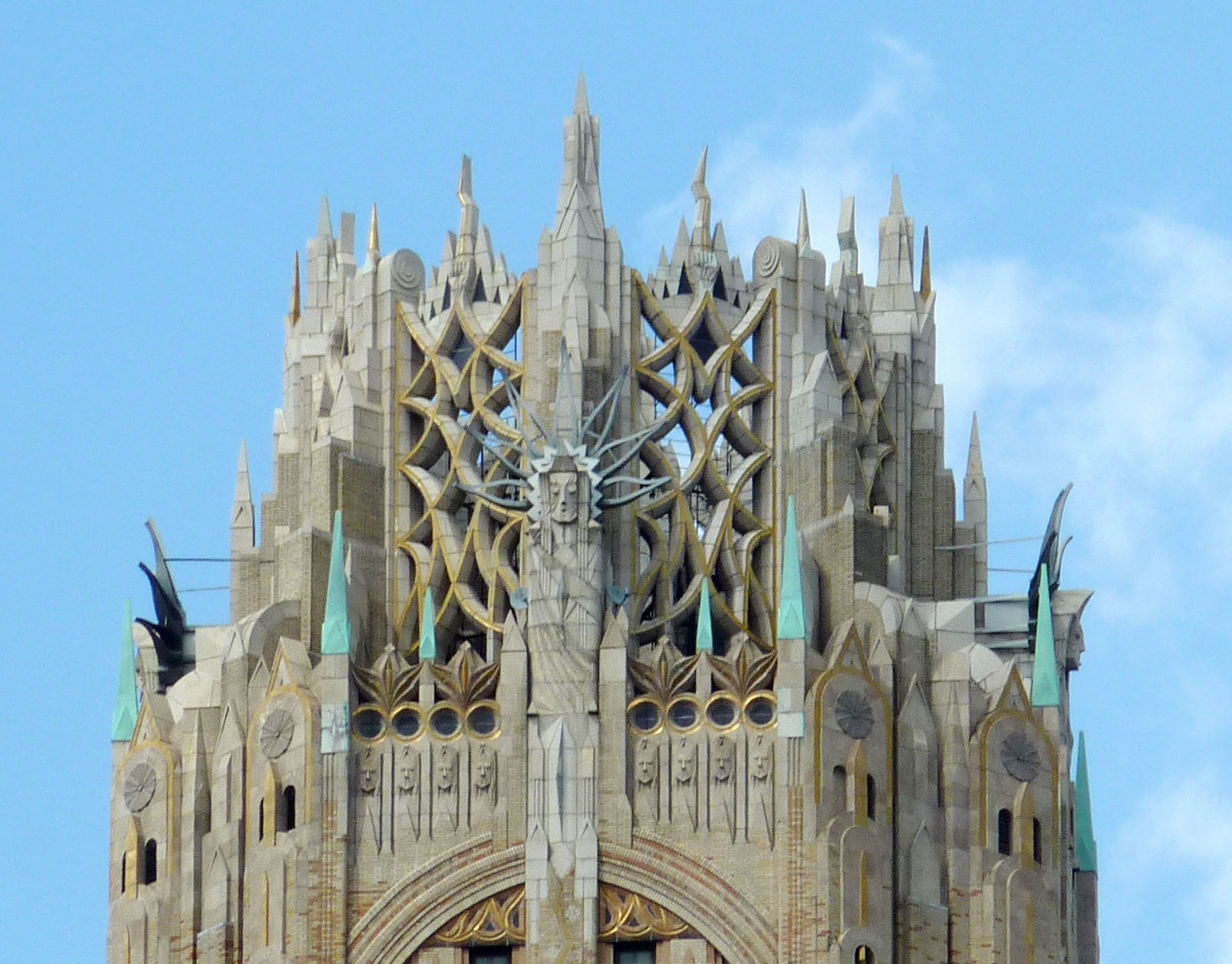
Gebäudekrone im Art-déco-Stil mit gotischem Einfluss
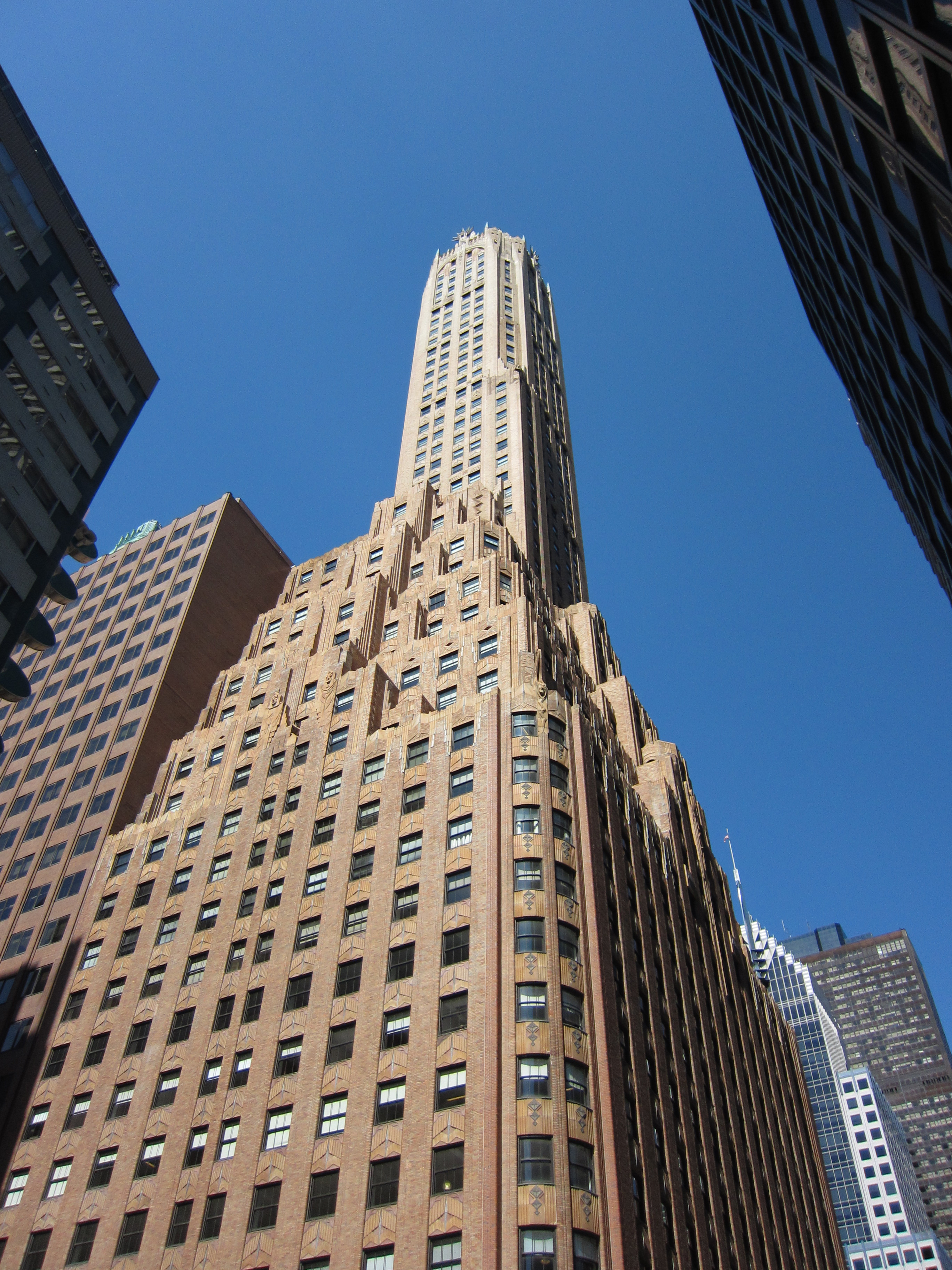
Ansicht im Juli 2010
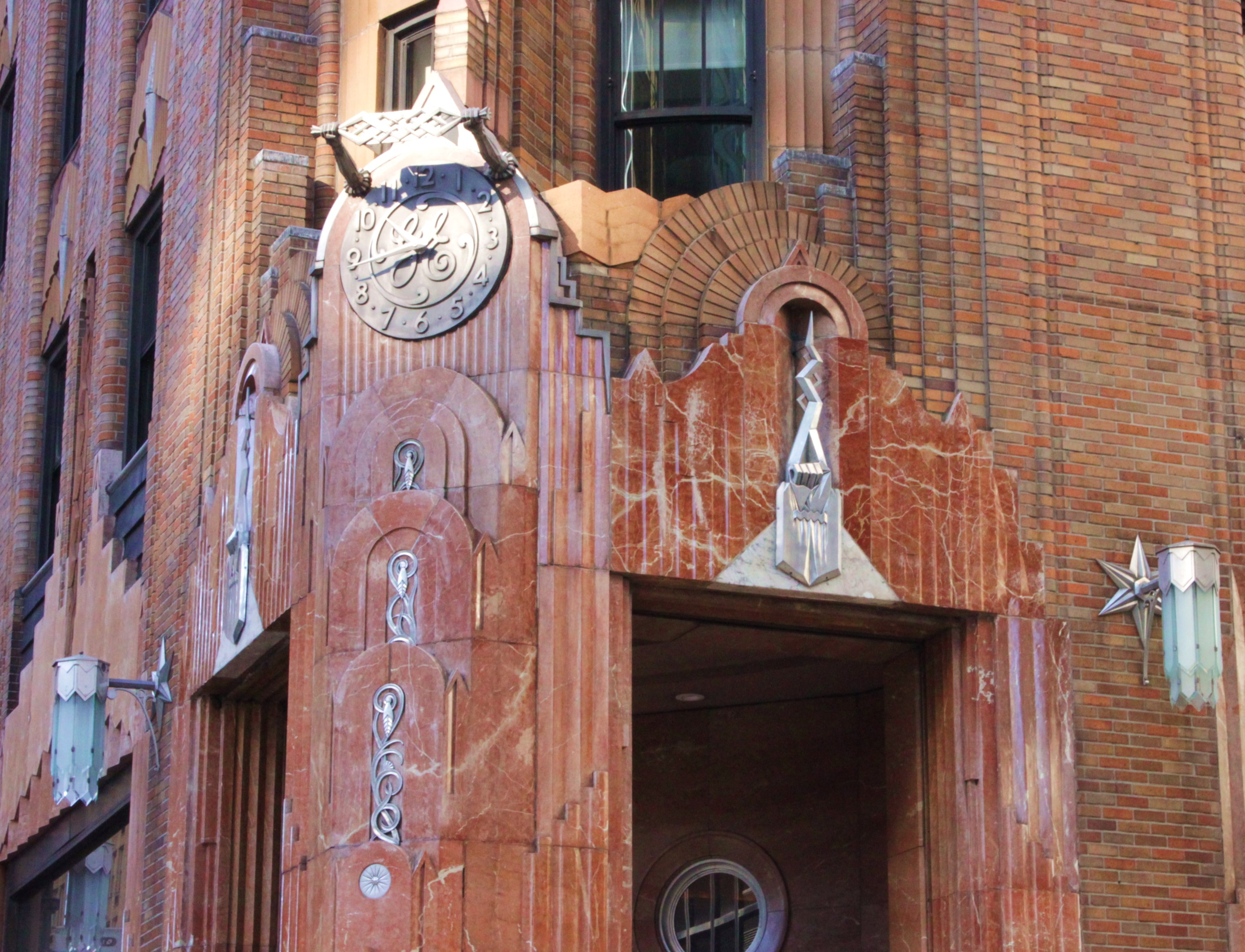
Die Uhr am Eingang zeugt von GE als zweiten Besitzer
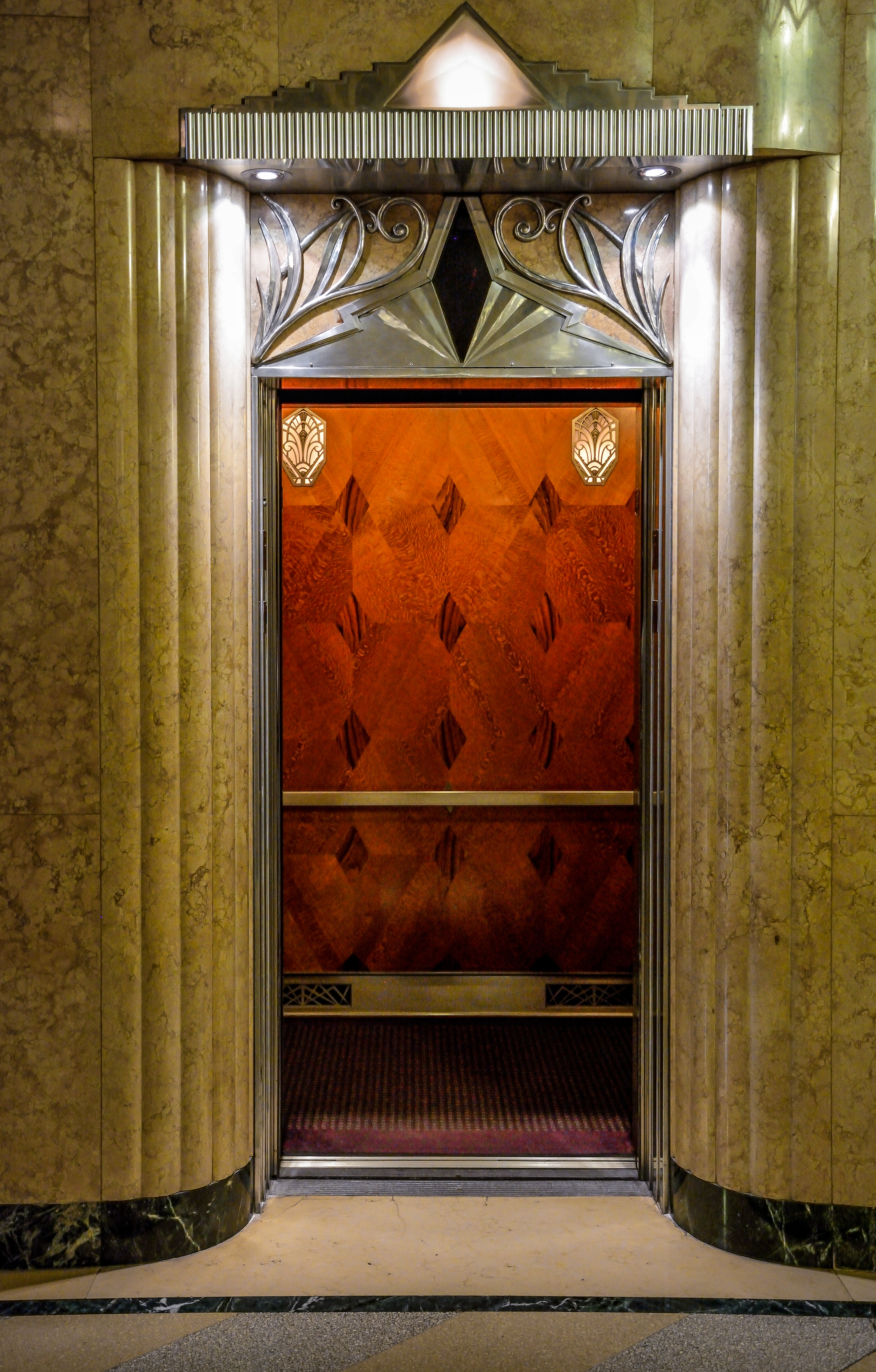
Fahrstuhl in der Lobby
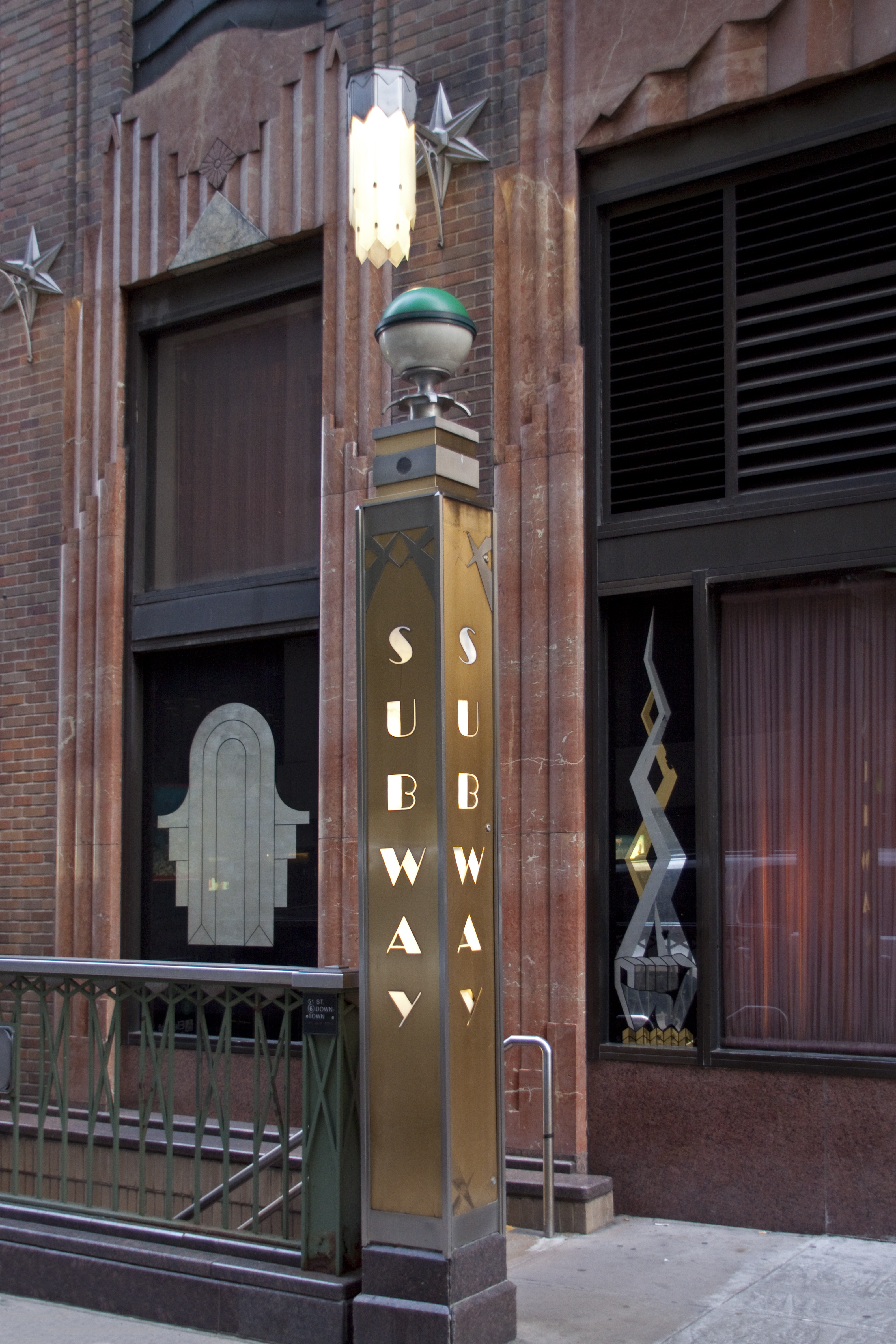
U-Bahn-Zugang im Art-déco-Stil mit Schriftart „Broadway“
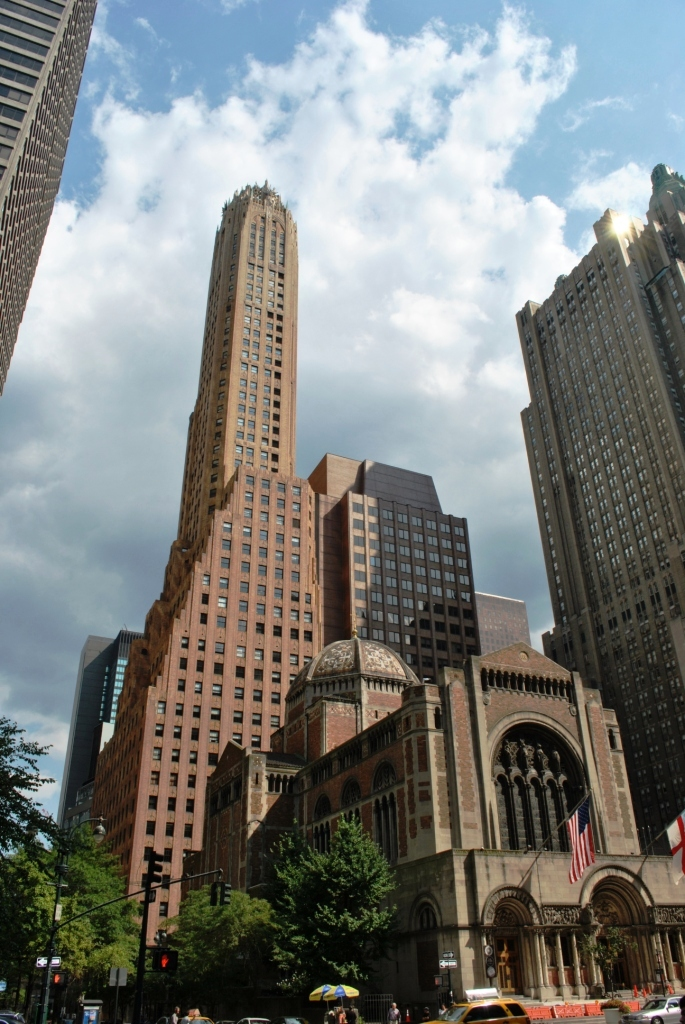
St. Bartholomew’s Church und 570 Lexington Avenue

## Benennung
Nachdem die RCA das Gebäude verlassen hatte, wurde es nach dem neuen Besitzer General Electric Building benannt. Die RCA bezog ein neues Gebäude im Rockefeller-Center-Komplex, welches später wiederum erneut von General Electric übernommen wurde und den Namen Comcast Building erhielt. Um Verwechslungen zu vermeiden, wird das erste RCA- bzw. GE-Building mittlerweile nach seiner Adresse 570 Lexington Avenue benannt.